# 1998 JV
1998 JV är en asteroid i huvudbältet som upptäcktes den 1 maj 1998 av NEAT vid Haleakalā-observatoriet.
Asteroiden har en diameter på ungefär 3 kilometer och den tillhör asteroidgruppen Nysa.